# Lagochile columbica
Lagochile columbica är en skalbaggsart som beskrevs av Friedrich Ohaus 1905. 
Lagochile columbica ingår i släktet Lagochile och familjen Rutelidae. Inga underarter finns listade i Catalogue of Life.